# Гришин, Юрий Михайлович
Юрий Михайлович Гришин (25 декабря 1925 — 3 мая 2008) — сапёр 222-го отдельного моторизированного штурмового инженерно-сапёрного батальона (20-я моторизированная штурмовая инженерно-сапёрная бригада, 5-я армия, 1-й Дальневосточный фронт), ефрейтор — на момент представления к награждению орденом Славы 1-й степени.

## Биография
Родился 25 декабря 1925 года в городе Ростов-на-Дону.
В январе 1943 года был призван в Красную Армию. На фронте в Великую Отечественную войну с марта 1943 года. Участвовал в Свирско-Петрозаводской и Петсамо-Киркенесской операциях Карельского фронта.
3 августа 1944 года красноармеец Гришин Юрий Михайлович награждён орденом Славы 3-й степени. 27 ноября 1944 года красноармеец Гришин Юрий Михайлович награждён орденом Славы 2-й степени.
9 августа 1945 года проник в расположение японской погранзаставы и забросал гранатами окна казармы, подавил дзот. Смело действовал при штурме станции Пограничная ныне город Суйфыньхэ, Китай, в числе первых ворвался на железнодорожную станцию, участвовал в захвате железнодорожного моста, предотвратив его взрыв.
Приказом Главнокомандующего Советскими войсками на Дальнем Востоке маршала Василевского от 23 сентября 1945 года за образцовое выполнение боевых заданий командования на дальнем Востоке и проявленные при этом доблесть и мужество ефрейтор Гришин Юрий Михайлович был награждён орденом Славы 1-й степени. Стал полным кавалером ордена Славы.
В 1948 году демобилизован. Жил в городе Ростов-на-Дону. Скончался 3 мая 2008 года.